# Mita
A mita (termo que provém da palavra que em quéchua significa turno) foi um sistema de trabalho existente na região conquistada pelo Império Espanhol na América do Sul, tendo sido aplicada na América Andina especialmente na região do Cerro Rico de Potosí (montanha rica de Potosí, em português atual Bolívia). Sua aplicação data do ano de 1573, sob o governo do Vice-Rei Francisco Toledo (1569-1581), tendo sido aplicado como um regime de trabalho assalariado forçado.
Apesar da existência desta forma de trabalho, outras práticas laborais também foram executadas na região, podendo ser menos coercitivas e mais voluntárias. A mita, entretanto, possuía um caráter oficial e estava sob o comando da administração dos funcionários da realeza e de autoridades indígenas conhecidas como "capitães de mita".
Esta prática implicava, entre outras questões, a concentração de indígenas em determinados locais, mas privados da dispersão da área rural, bem como a aplicação da concepção da ordem social e de governabilidade, neste caso, sob a coroa espanhola.

## Império incaico e o domínio espanhol
O continente Americano produziu, durante o período colonial, mais prata que ouro, sendo que o Vice-Reino da Nova Espanha foi o maior produtor deste minérios durante todo o período. No decorrer da era colonial, dois períodos são reconhecidos como o auge da produção mineira, sendo eles o os anos entre 1570 e 1630, no qual o Vice-reino do Peru foi o maior produtor e, em seguida, o período correspondente aos anos de 1770 e 1800, no qual a extração de minérios no México superou as áreas sul-americanas. 
No que se refere a extração de prata em Potosí, pode-se dividir o período em quatro etapas, sendo eles o rápido crescimento da produção usando a técnica de mineração incaica (1545-1550), o declínio da produção em razão do esgotamento mineral (1551-1570), a era do ouro guiada pela introdução da amálgama com o mercúrio e o sistema de mita (1571-1614) e a era do declínio crônico (1615 até o início do século XVIII). 
A mita potosina se firmou como prática em 1578, possuindo um número máximo de mitayos fixado em 13.382, apesar de seu início ter se dado cinco anos mais cedo. A região de Charcas, próximo ao Potosí, passou a ter maior peso demográfico em razão desta prática, pois muitos dos quais sustentavam suas famílias com os ganhos desta forma trabalho, viviam nesta região ainda que no período pré-hispânico a migração para esta área fosse constante.

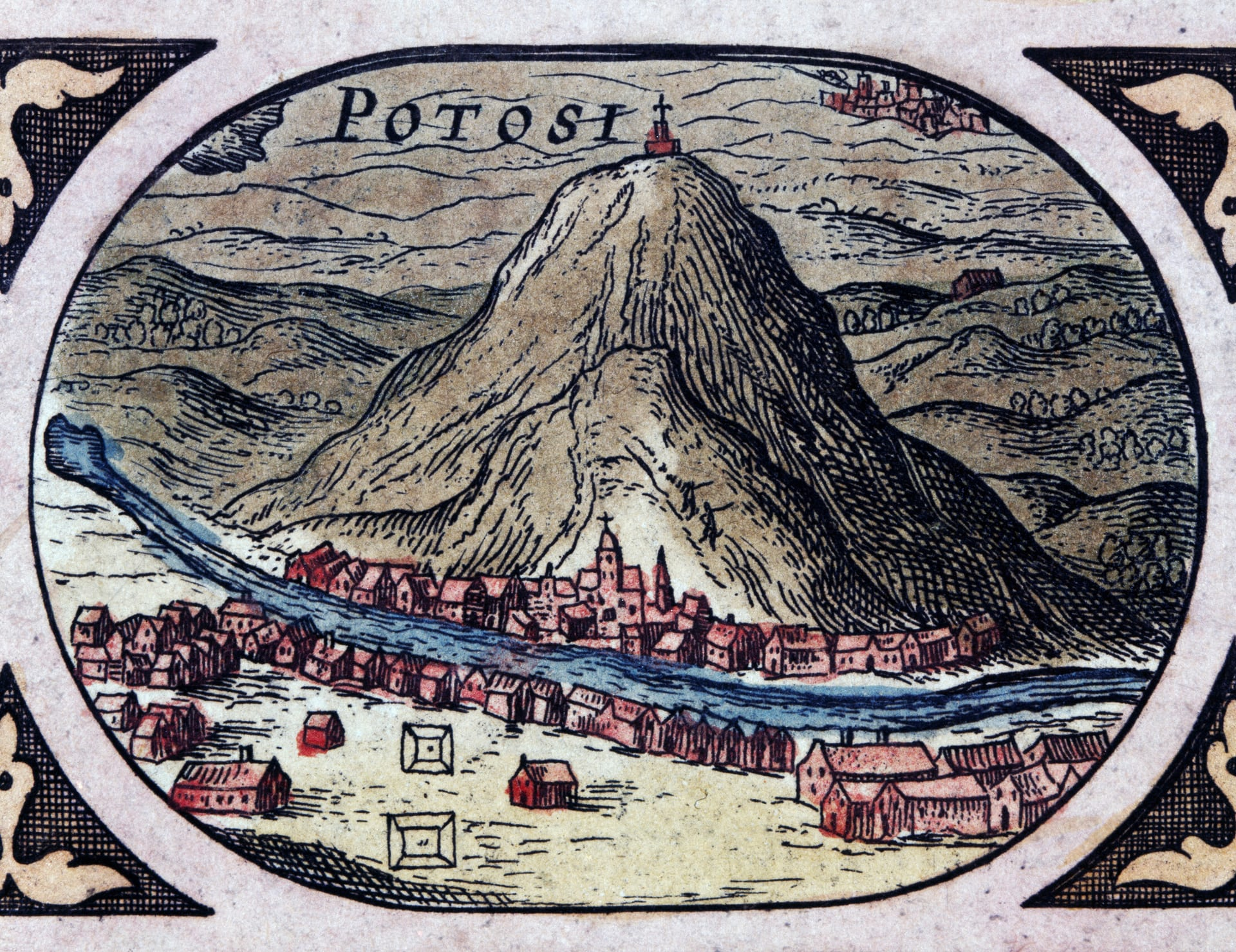
Potosí à época do Vice-Reino do Peru (século XVII).

### Efeitos da conquista de Potosí
A descoberta de Potosí em 1545 reorganizou a estrutura colonial espanhola. Em meados de 1570 o Cerro Rico foi fundamental para a dinâmica da lógica mercantil existente à época, pois a prata que brotava de Potosí marcou um novo estágio na era capitalista. O Novo Mundo foi responsável pela produção de 74% de toda a prata produzida no mundo durante o século XVI e, com isso, Potosí nascia como a maior cidade do mundo, ultrapassando cidades como Amsterdã, Londres, Sevilha e Veneza.
No que se refere ao mundo do trabalho mitayo, faz-se vital apontar que não existia apenas um tipo de mita em todo o Novo Mundo. No entanto, a mita potosina, aqui analisada, possuiu uma totalidade imensa de tributários, oriundos de 16 províncias, para atuar nas minas e engenhos de moagem de metais. Os mitayos eram, majoritariamente, responsáveis pela realização da retirada do mineral das minas e acabavam por carregar a sua produção em bolsas de couro em suas costas, podendo, também, realizavar a atividade de incorporar o metal selecionado para moer nos engenhos. Os responsáveis por essas atividades eram conhecidos como apiris.

## Mita:do período pré-hispânico ao governo de Francisco Toledo

### Antecedentes

Máxima extensão do império incaico ao finalizar o governo do inca Huayna Capac.

O sistema de trabalho aplicado por Toledo remete às medidas tomadas por Huayna Capac, na região de Cochabamba, na busca da mobilização de um contingente de trabalhadores masculinos em proporções equivalentes àquelas existentes durante o século XVI. Outra forma utilizada por Toledo que nos remete ao passado pré-hispânico é o da huayra, prática pré-hispânica que remete ao processo de fundição do mineral de ótima qualidade. Retornando ao período da década de quarenta do século XVI, temos as ações dos encomenderos, os quais enviavam contingentes de trabalhadores autóctones para o trabalho em Potosí, realizando atividades variadas, assim como no sistema da mita colonial.Tem-se em vista que um dos principais agentes na estruturação do sistema de trabalho mitayo foi Polo Ondegardo, jurista, encomendero, mineiro e conselheiro do Vice-Rei Toledo durante a vista deste aos Andes na década de 1570. No entanto, o trabalho de mineração subterrânea remete ao período romano, tendo sido esta forma aplicada nas minas de mercúrio em Almandén, Espanha, não se tratando de uma inovação da prática espanhola. 

### Francisco Toledo e a reestruturação do sistema
Polo Ondegardo, em 1562, realizou uma visita às minas de Huamanga (atual Ayacucho), ditando ordens direcionadas ao funcionamento das minas de ouro e prata de Atunsulla e ao depósito de mercúrio de Huancavelica, dando início ao sistema de recrutamento rotativo semanal nas minas de Atunsulla. No decorrer do década de 1570, Toledo observou o funcionamento do sistema adaptado por Ondergado em Huamanga e se pautou neste modelo para instituir a organização do sistema mitayo toledano.
Niccolò Benino, natural de Florença, foi o primeiro a planificar e realizar a perfuração de um buraco em Potosí, obra que iniciou seis anos após sua chegada na região, em 1556, e onze anos após a descoberta do local para exploração. Tendo falecido em decorrência de um acidente na mina, Toledo ordenou que fossem tomadas algumas medidas de segurança, sendo elas a proibição de trabalho em poço aberto, em razão dos perigos de desabamento, e ordenou que as pontes de rocha natural fossem deixadas apenas para as obras subterrâneas bem como as escadas, as quais deveriam ser fortes o bastante. A escavação terminou 29 anos mais tarde.. 

## A questão da mão de obra

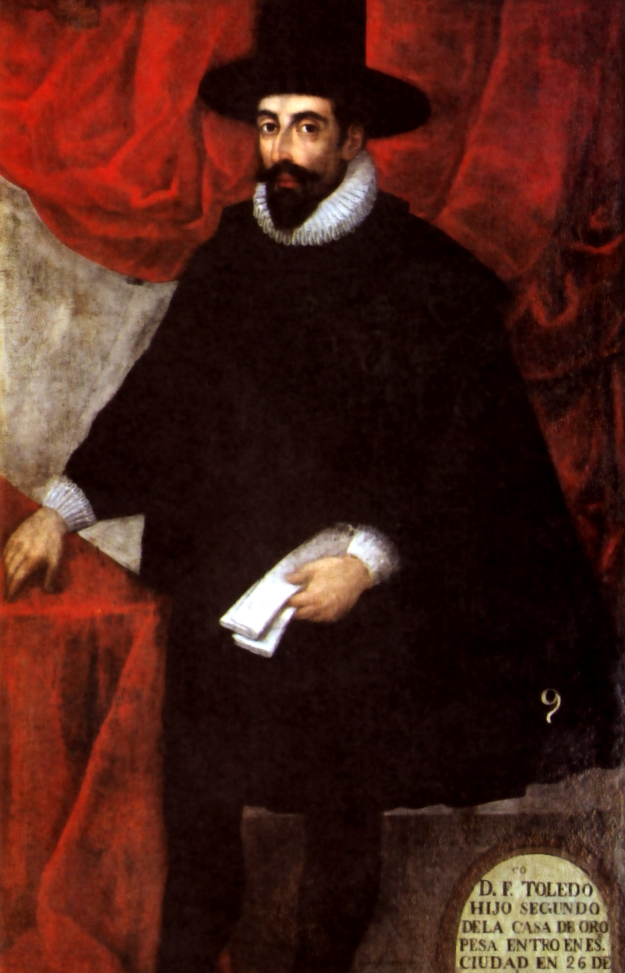
Francisco Álvarez de Toledo.

No ano de 1551, houve a permissão de utilização da mão de obra indígena voluntária sob o esquema de jornais. O Acordo de Hacienda, assinado em 1570, fez do encomendero de Huamanga, Garci Diez de San Miguel, o grande ator no processo de convencimento dos indígenas a aderirem ao trabalho nas minas. No entanto, os caciques de Huamanga se negaram a ceder a mão de obra indígena para o trabalho mineiro e, em decorrência deste ato, a Junta de Notables , estabelecida no mesmo ano, aprovou o trabalho indígena em minas nos seguintes termos:
[...] el dicho reverendisimo Arçobispo y el señor licenciado Castro y los señores oydores e alcalde de corte y los demas prelados y religiosos que presentes estavan fueron de parecer que las minas de que se tuviese noticia y espirencia que avia en ellas riqueza se devian labrar e qque su eqcelencia podria sin cargar la conciencia de Su Magestad ni la suya e por las causas que estavan referidas compeler e apremiar a los naturales a la labor Della no queriendo ello yr de su voluntad, presupuesto que por esta causa no se les avia de ympedir la dotrina e que esta se les avia de poner suficiente para su conversión, e hazer ordenanças para que no fuesen mudados a diferente temple que el suyo e que se les dexase tiempo señalado para sus sementeras y tasandoles el jornal que fuese justo en cada parte e pagandosele a los que trabaxasen en su manos e ordenando las demas cosas que son necesarias para su conservación y buen tratamiento y buena orden de las minas e que oviese personas de buen zelo e christiandad que lo exdecutasen.
Ou seja, a organização socioeconômica da região se apresentava, em conjunto com as ordens política e institucional, sob o parâmetro religioso. Nesse sentido, a partir deste ano, Toledo iniciou sua caminhada pela região que culminaria na instauração da mita. 

## Trabalho indígena

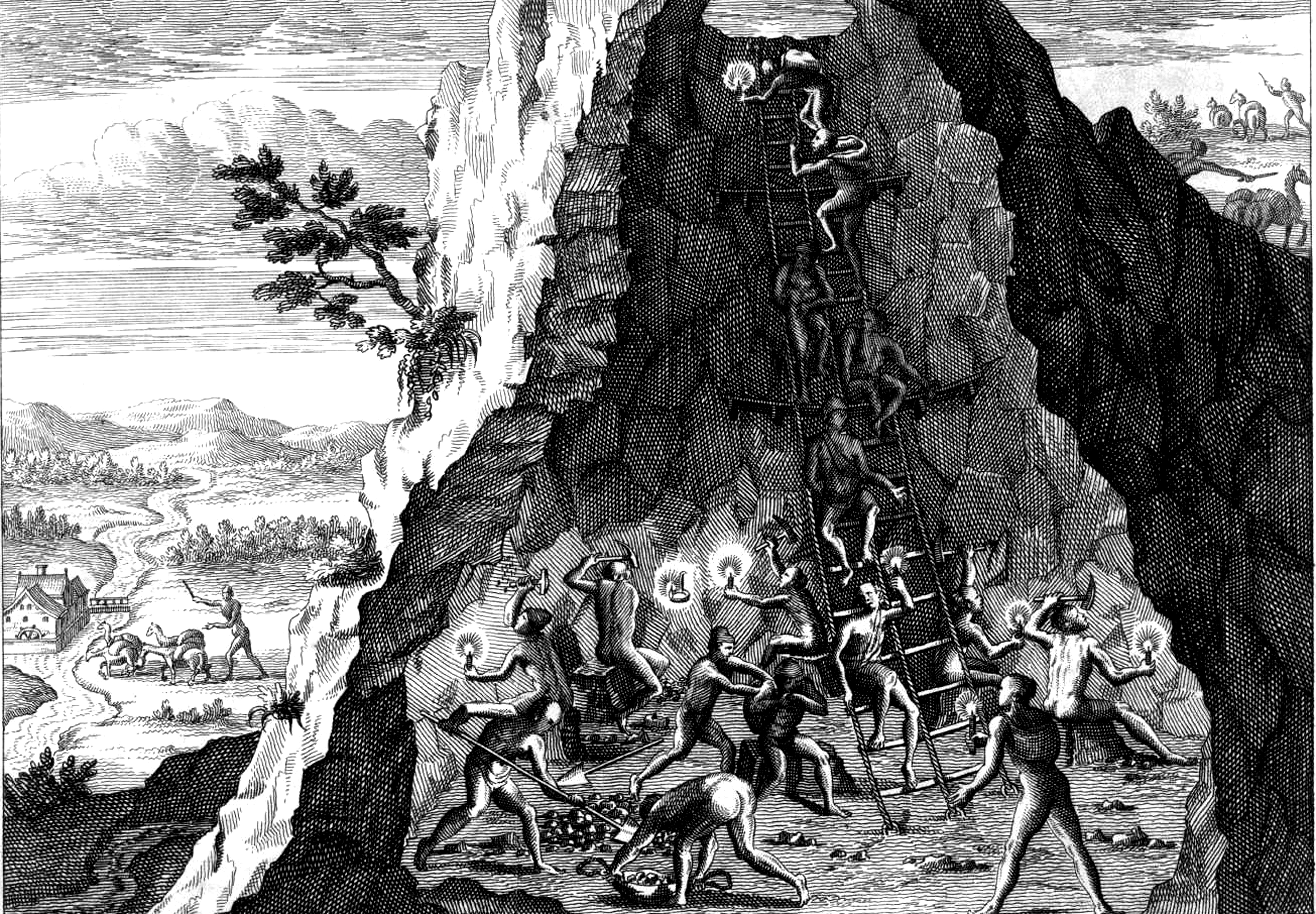
Mining in Potosí, an engraving from Theodor de Bry in Historia Americae sive Novi Orbis, 1596

A utilização da mão de obra indígena no Cerro Rico de Potosí está intimamente ligada ao processo de recrutamento de índios minga, ou seja, indígenas alugados que cobravam de acordo com a atividade realizada. Dessa forma, muitos indígenas sobre o regime da mita optavam por trabalhar como mingas, pois com o salário que recebiam poderiam pagar sua substituição na mita, tendo em vista que outros assentamentos possuíam maiores vantagens aos indígenas.

### Mineração
O trabalho de mineração em Potosí dependeu fortemente da força de trabalho indígena. Se compararmos com os trabalhos de negros – escravos ou libertos – veremos que a participação deste é muito inferior à dos povos autóctones durante a mineração de prata. No período correspondente ao início da exploração colonial em Potosí (1545), a organização dos meios e da produção estiveram sob controle indígena durante o período conhecido como huayra. Com a queda da qualidade da prata existente em Potosí e, consequentemente, a queda na produção do minério, Toledo decide manter a prática da huayra em casos pontuais, além de incentivar o desenvolvimento da prática de amálgama entre o mercúrio e prata (azogue). Com isso, Toledo prescreveu que o pagamento dos mitayos deveria ser feito em minério, não sendo capaz de perceber que a demanda técnica não poderia ser suprida pelos indígenas. Potosí, nesse sentido, passa a ser construída a partir de moinhos movidos por energia humana, que foram rapidamente substituídos por máquinas de tração animal e, finalmente, por um maquinário movido por energia hidráulica. Durante os primeiros decênios da exploração das minas de Potosí, os métodos utilizados eram os mesmos da era pré-hispânica e, com isso, os primeiros trabalhadores eram oriundos das regiões mais antigas do Porco. No entanto, até o último terço do século XVII, a introdução de equipamentos de bronze ou cobre e a escavação no formato de galerias horizontais permitia a extração, drenagem e ventilação. 

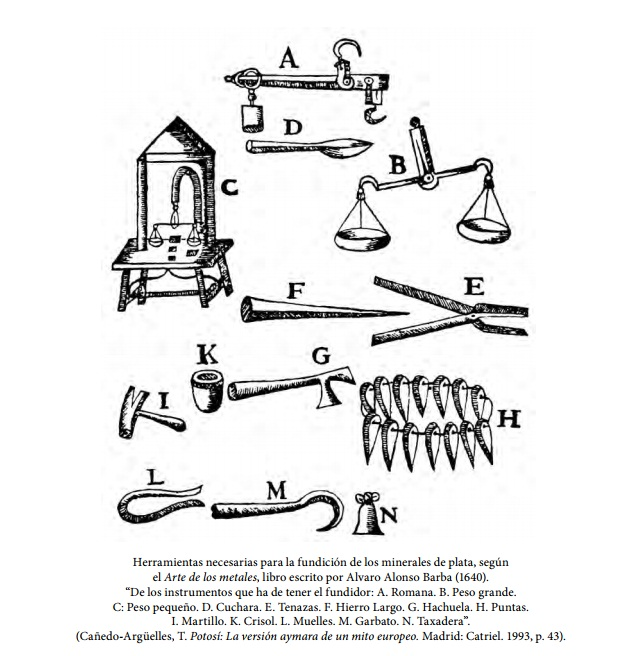
Ferramentas necessárias para a fundição de prata.

A partir da segunda metade de 1540, os encomenderos da região de Charcas e outras passaram a enviar contingentes de índios tributários para Potosí, os quais possuíam prazos e tarefas variáveis. A partir de 1570, houve a consolidação do sistema de trabalho mitayo. Para entender como se deu a estruturação do sistema de mita, é necessário pontuar que a coroa espanhola se encontrava endividada, que a obtenção de metais preciosos era uma prioridade e que, durante os anos anteriores, a qualidade do minério retirado de Potosí havia decaído, como apontado acima. Havia, ainda, a disputa entre o poder do encomendero e o poder real, sendo que solução para esta disputa ocorreu em favor do poder real, com a fragmentação da organização do poder colonial.

#### Migração forçada e trabalhomitayo
A mita potosina implicava a migração forçada, na prática, por um período de um ano de indígenas tributários (homens entre 18 e 50 anos), provenientes de diversas províncias das terras altas – localizadas entre o sul do Peru e da Bolívia. Os indígenas das terras baixas não entravam neste sistema para evitar doenças e mortes em decorrência do clima frio e seco das altas terras potosinas. Estabeleceu-se que, em tese, cada indígena deveria cumprir seu turno de mita a cada 6 ou 7 anos, acompanhados de suas mulheres, filhos e recursos.
Em 1575, houve a reestruturação do sistema total do trabalho mitayo (mita gruesa). Um terço, correspondente à mita ordinária, cumpriria seu turno semanal enquanto os outros estariam descansando. Há que se notar que este aspecto foi mais teórico que real.  É importante notar que em torno de 3% dos homens adultos eram cotados para trabalhar no regime mitayo durante o século XVI, sendo essa estimativa considerada alta em decorrência da realização periódica deste trabalho. Durante o tempo livre que os mitayos possuíam, eles possivelmente trabalhavam como mingados.
Outras questões que podem ser levantadas quanto a prática, é a transformação destes indígenas no seu meio social. Com a migração forçada desta mão de obra, os indígenas passam a ser forasteiros naquela nova região, deixando de ser conhecido como originário, além de ter que reestruturar sua formação institucional e cultural em razão da nova forma de organização socioeconômica. 

### Vida social indígena: o papel das mulheres andinas
O papel das mulheres indígenas nas sociedades andinas era caracterizado como uma relação colaborativa nos âmbitos publico e privado. Para entendermos o papel da mulher andina naquela sociedade, é importante notar que o governo espanhol buscou substituir o Império Inca sem desafiar abertamente as ordens morais e a hierarquia nativa. A partir do momento no qual a família do mitayo o acompanha na sua jornada, faz-se vital que a mulher exerça atividades em razão da lógica da complementariedade de gênero que guiava o pensamento social andino. Nesse sentido, enquanto os parceiros trabalhavam nas minas, as mulheres andinas realizavam uma série de atividades como empregadas dos espanhóis e mestiços, além de vender seus produtos nos mercados locais.
Algumas mulheres que não conseguiam acompanhar seus maridos na viagem até a mina ficavam responsáveis pelo pagamento do sistema tributário, tendo em vista que o governo colonial buscou compensar a queda nos rendimentos da coroa a partir do retorno ao sistema tributário incaico, no qual os tributos eram cobrados apenas a partir de um homem adulto, casado, com uma residência. É importante notar que as mulheres não exerciam trabalho nas minas em razão da lógica social espanhola, na qual as atividades produtivas eram ligadas ao homem ao passo que as mulheres exerciam atividades com pouco reconhecimento social para a sociedade à época.

## Cortes de Cádiz, Victorián de Villaba e a extinção damita
Victorián de Villaba, em 1793, advogado geral, durante a Audência de Charcas, atacou a existência do sistema de mita argumento que as minas de Potosí não poderiam ser tidas como controladas pelo soberano e que mesmo se o trabalho lá realizado fosse para o bem público ou para a república, ninguém tinha o direito de obrigar os indígenas a exercer o trabalho naquele local. O governador Francisco de Paula Sanz e seu conselheiro Pedro Vicente Cañete, responderam alegando que desde os tempos mais remotos as minas têm sido consideradas sob o domínio de reis, os quais as exploram devidamente.
Villaba escreveu, em 1787, um guia para o governo de Potosí e um código legal para as minas, ao  passo que Sanz e Cañete não acreditavam o progresso poderia ser alcançando sem a utilização do trabalho forçado de indígenas nas minas. Em contrapartida, Villaba afirmou que as minas diziam respeito ao bem privado, apontando a desigualdade existente na região, em razão do controle de muito por poucos e a consequente miséria de infinitos. Em 1793 e em 1796, foram publicadas as Representações Apologéticas, escritas por corporações de exploração nas minas, se opondo ao discurso de Villaba, acusando-o de receber apoio da igreja e de incitar o fim do sistema mitayo para impedir a glória da monarquia e se tornar famoso na América.
Com a invasão de Napoleão, em 1810, da Península Ibérica, e a crise política gerada na Espanha, houve a formação das Cortes de Cádiz, tendo sido a primeira assembleia da Espanha e das Américas. Entre os debatedores estavam José Joaquín de Olmedo, delegado de Guayaquil, e Florencio del Castillo da Nicarágua e Costa Rica. Castillo e Olmedo não conheciam os escritos de Villaba, mas seus argumentos eram equivalentes, apontando que o sistema mitayo era o símbolo da conquista e de uma legislação bárbara e feudal. Após intenso debate, a mita foi abolida em 21 de outubro de 1812.